# 인텔리전스 (2014년 드라마)
《인텔리전스》(영어: Intelligence)는 2014년 1월 7일부터 동년 3월 31일까지 방영한 TV 시리즈이다.

## 같이 보기
- 척 (드라마)
- 스콜피언 (드라마)